# Iglesia de San Gil (Atienza)

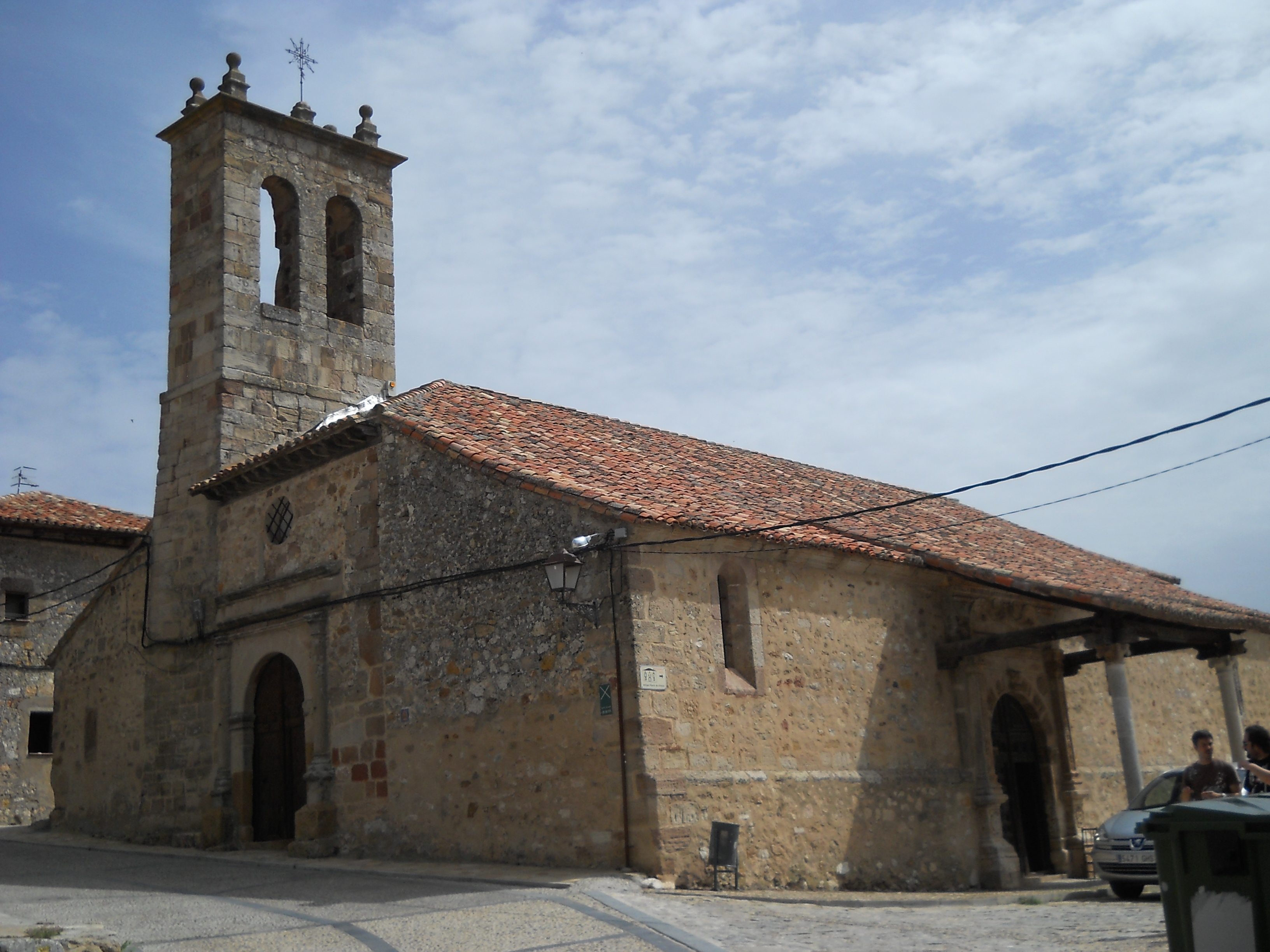
Vista de la iglesia desde la calle de las Herrerías

La iglesia de San Gil es un templo católico de estilo románico situado en la localidad de Atienza.

## Descripción
La planta consta de una nave central con dos laterales, acabada en ábside. Este contiene tres ventanales con semicolumnas rematadas en capiteles con decoración vegetal.

## Historia
La iglesia data de finales del siglo XII. Recibió varios añadidos durante el siglo XVI, como la espadaña. Actualmente, alberga uno de los tres museos de arte de Atienza.[cita requerida]